# San Giovanni Evangelista (Giotto)
Il San Giovanni Evangelista è un dipinto a tempera e oro su tavola (84 × 54 cm) attribuito a Giotto, databile al 1325-1330 circa e conservato nel Museo Jacquemart-André a Chaalis.

## Storia
L'opera è accoppiata a un San Lorenzo nello stesso museo e si ritiene che potesse formare un polittico con la Madonna col Bambino della National Gallery of Art di Washington; dal gruppo è stato invece escluso recentemente il Santo Stefano del Museo Horne, che presenta una preparazione di base a terra rossa, anziché verde come le due tavole francesi. 
Il polittico potrebbe essere stato uno di quelli ricordati in Santa Croce da Ghiberti e Vasari, magari quello della Cappella Pulci-Berardi. In ogni caso la datazione delle tavole è vicina alle decorazioni della Cappella Bardi, quindi dopo il 1325 circa.

## Descrizione e stile
San Giovanni Evangelista, riconoscibile per la penna e il cartiglio con alcuni versi del suo Vangelo, è raffigurato a mezza figura, rivolto verso destra. Indossa un mantello dal panneggio pesante ed ha una fisionomia simile a quella del santo che compare nelle storie dell'evangelista della Cappella Peruzzi. Questa tavola, come il San Lorenzo, conserva anche la cuspide con un angelo a mezza figura, reggente un globo e un'asta. 
La superficie pittorica appare rovinata da restauri impropri, ma Gnudi, Salvini e altri lo riferirono direttamente a Giotto.